# Miroslav Kočić
Miroslav Kočić (* 16. September 1993) ist ein bosnisch-herzegowinischer Badmintonspieler. 

## Karriere
Miroslav Kočić gewann 2008 seine ersten beiden nationalen Titel in Bosnien-Herzegowina, wobei er im Herrendoppel und im Mixed erfolgreich war. 2009 konnte er von den beiden Titeln den im Herrendoppel mit Aleksandar Egić verteidigen.